# Bax (Alta Garona)
Bax é uma comuna francesa na região administrativa de Occitânia, no departamento de Alta Garona. Estende-se por uma área de 5,99 km². Em 2010 a comuna tinha 89 habitantes (densidade: 14,9 hab./km²).